# Neopaganismus
Neopaganismus (von lateinisch paganus ‚heidnisch‘) oder Neuheidentum bezeichnet seit dem 19. Jahrhundert aufgekommene religiöse und kulturelle Strömungen, die sich vor allem an antikem, keltischem, germanischem und slawischem Heidentum sowie an außereuropäischen ethnischen Religionen orientieren.
Die Zahl der Anhänger neopaganer Weltanschauungen ist statistisch schwer zu ermitteln, da diese häufig nicht in großen Organisationen zusammengefasst sind. Die Schätzungen gehen von mehreren Millionen weltweit aus. Wicca und verwandte Bewegungen sind nach unterschiedlichen Schätzungen von mehreren Tausend mit bis zu 100.000 Anhängern in Deutschland die größte neuheidnische Richtung. Um das Jahr 1990 wurde die Zahl der Wicca-Anhänger auf mehr als 200.000 in den USA, 30.000 in Großbritannien und weltweit auf 800.000 geschätzt.

## Begriff

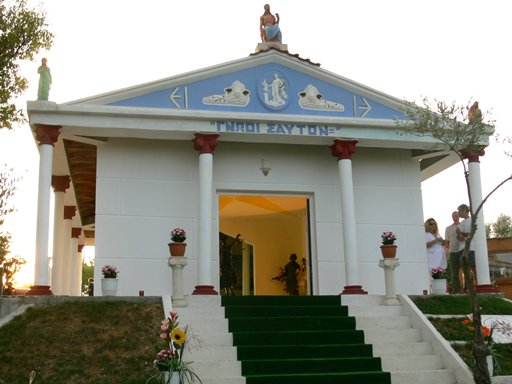
Moderner griechischer Tempel in Thessaloniki

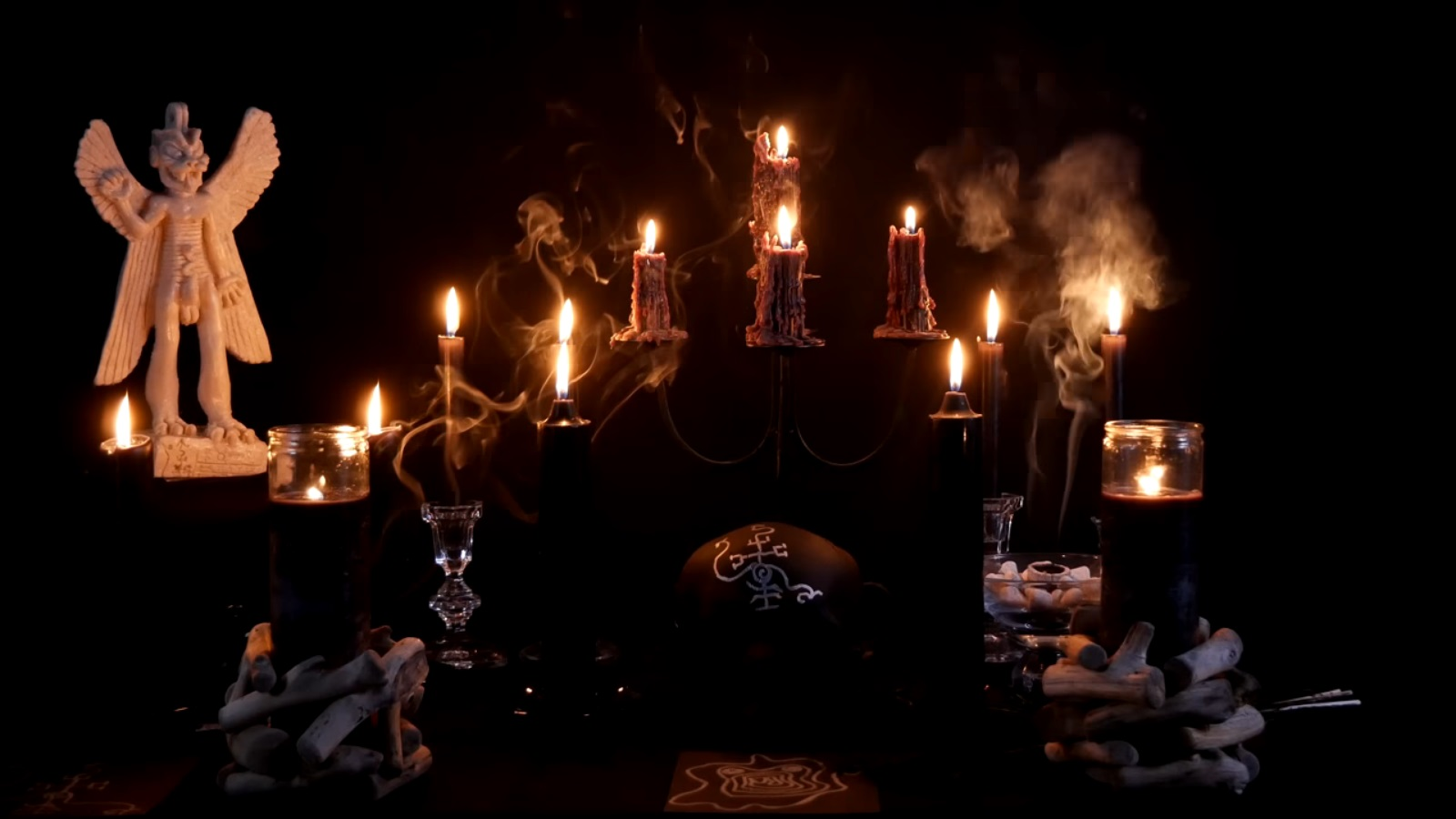
Zuistischer (mesopotamischer und semitischer Neopaganismus) Altar der Gottheit Pazuzu

Der Begriff „neopagan“ kam zuerst im englischen Sprachraum des 19. Jahrhunderts im Zusammenhang mit dem Philhellenismus und der Romantik auf. So wurde „neo-paganism“ im Neoklassizismus und als Einfluss in der Malerei der Präraffaeliten wahrgenommen. Literarische Kreise verwendeten den Begriff, so zum Beispiel die „Grantchester Group“ um Rupert Brooke, die von der Dichterin Virginia Woolf „Neo-Pagans“ genannt wurde, der britische Abgeordnete Frank Hugh O’Donnell benutzte 1904 den Begriff „Neopagan“ abschätzig für die Arbeiten von William Butler Yeats, dem er vorwarf, die keltische Religion wiederbeleben zu wollen. Als Selbstbezeichnung von Neopaganisten trat seit den 1960er Jahren der Begriff „Pagan“ in den Vereinigten Staaten in Zusammenhang mit der neuen Hexenbewegung auf, die Selbstbezeichnung „Neopagan“ analog zu „Pagan“ fand erstmals 1967 im Zusammenhang mit der amerikanischen „Church of all worlds“ und dem Green Egg Magazine Verwendung.
Der deutsche Begriff Neuheidentum wird verschiedentlich gleichbedeutend mit Neopaganismus verwendet – in einigen Fällen aber – vor allem jedoch im angloamerikanischen Raum, wird die Entsprechung „Heathenry“ oder „Heathenism“ speziell für Anhänger der neugermanischen Ausrichtungen verwendet, um sich von Anhängern der Wicca-Religion oder neokeltischen Strömungen abzugrenzen. Mitunter werden beide Begriffe, Neopaganismus und Neuheidentum, auch als pejorative Fremdbezeichnungen völlig abgelehnt, so vom Hellenismos und einigen altheidnisch-germanischen und neokeltischen Gruppen. Als Eigenbezeichnung favorisieren diese, wie auch Teile der Wicca-Bewegung, den Begriff „Alte Religion“ oder „Naturreligion“ (nicht zu verwechseln mit dem „überholten Fachbegriff Naturreligion“, der jedoch trotzdem nach wie vor als Synonym für die traditionellen Religionen schriftloser Kulturen verwendet wird).
Heute versteht man unter Neopaganismus oder Neuheidentum in Abgrenzung vom älteren Heidentum im engeren Sinn neue religiöse Bewegungen, die sich an bestimmten Glaubensvorstellungen und Mythologien alter Kulturen orientieren wie:
- abchasische Religion: Abchasischer Neopaganismus
- altägyptische Religion: „Kemetismus“
- altestnische Religion: „Taaraismus“ (taarausk), „Maausk“
- altfinnische Religion: „Suomentum“ (suomenusko)
- altsüdarabische Religion: Arabischer Zuismus
- altungarische Religion: „Ősmagyar Vallás“
- armenische Religion: „Arordi“
- aztekische Religion: „Mexicayotl“
- baltische Religion: „Romuva-Kirche“
- baskische Religion: „Sorginkoba“
- germanische Religion: „Heidentum“ („Ásatrú“, „Odinismus“, „Theodismus“, Ariosophie)
- altgriechische Religion: „Hellenismos“ oder „Dodekatheismus“, manche Formen des Epikureismus, Platonismus und Neuplatonismus, Pythagoreer#Lehren und Legenden und der Stoa
- Guanchen-Religion: „Iglesia del Pueblo Guanche“
- Indogermanische Religion: „Perístanom“[10]
- keltische Religion: modernes Druidentum, Keltischer Neopaganismus
- marische Religion: Marischer Neopaganismus
- Mesopotamischer Neopaganismus oder sumerische Religion: „Zuismus“, „Kaldanismus“
- mordwinische Religion: „Mastorava“
- phönizische Religion bzw. kanaanitische Religion: „Zuismus“, „Natib Qadish“
- römische Religion: „Religio Romana“
- rumänisch-dakisch-thrakische Religion: „Zalmoxianismus“
- skythische Religion: „Uatsdin“
- slawische Religion: „Rodismus“, „Rodnovera“
- tengristische Religion: „Ayy“, „Burkhanismus“, „Vattisen Yaly“
- tscherkessische Religion: „Adyghe Habze“
- udmurtische Religion: „Udmurt Vos“

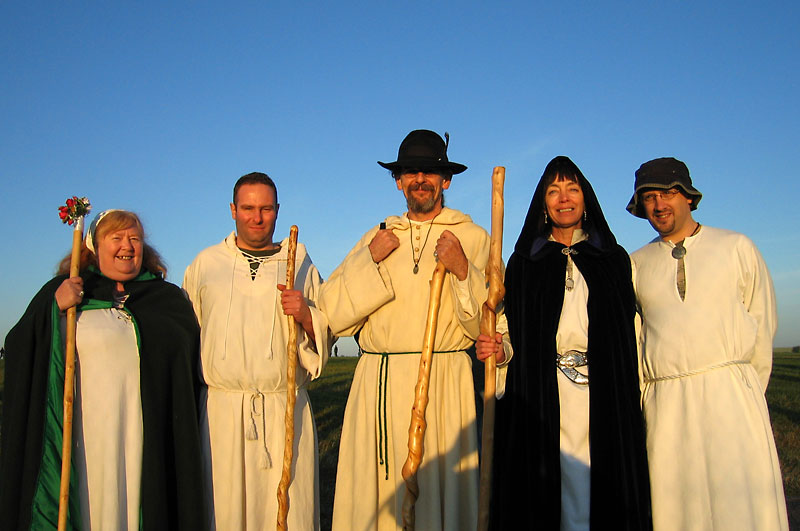
Britische Druiden des „Orden der Barden, Ovaten und Druiden“

Hinzu kommen aber auch neue Religionen wie die verschiedenen modernen Formen des Hexentums (Wicca, „Dianic“, „Aradia“, „Feri“), die teilweise ebenfalls als neopagan zu betrachten sind, die moderne Göttinnenspiritualität („Pandea“, „Gaia-Religion“), die linkspolitische „Reclaiming Tradition“, pantheistische Gruppen wie die „Church of all worlds“. Historisch gab und gibt es auch immer wieder Überschneidungen zwischen neopaganen Gruppen und okkultistischen Strömungen wie Aleister Crowleys Thelema, dem Luziferianismus, dem Temple of Set und anderen Lehren, die sich vornehmlich aus Elementen von Gnosis, Alchemie, Astrologie, Kabbala und Hermetik speisen, aber teilweise auch zumindest neopagane Einflüsse aufweisen, vornehmlich Elemente aus altgriechischer und altägyptischer sowie semitischen Religionen. Der Neoschamanismus synkretisiert teilweise asiatische und indianische Elemente mit alteuropäischen Symbolen und entwickelt sie zu neuen Formen („keltischer Schamanismus“, neugermanischer „Seiðr“). Einige Neopaganisten schließen sich auch Strömungen an, die eine Variation christlicher Religion darstellen, wie dem Zusammenschluss der nordamerikanischen Unitarier und Universalisten zur Unitarian Universalist Association. So existiert eine eigene heidnisch-unitarische Strömung der „Covenant of Unitarian Universalist Pagans“.
Eine ironische Brechung erfährt der Neopaganismus in halbsatirischen Religionen oder Religionsparodien wie dem Diskordianismus, dem Jediismus oder der Kirche der heiligen Vagina.

## Überblick

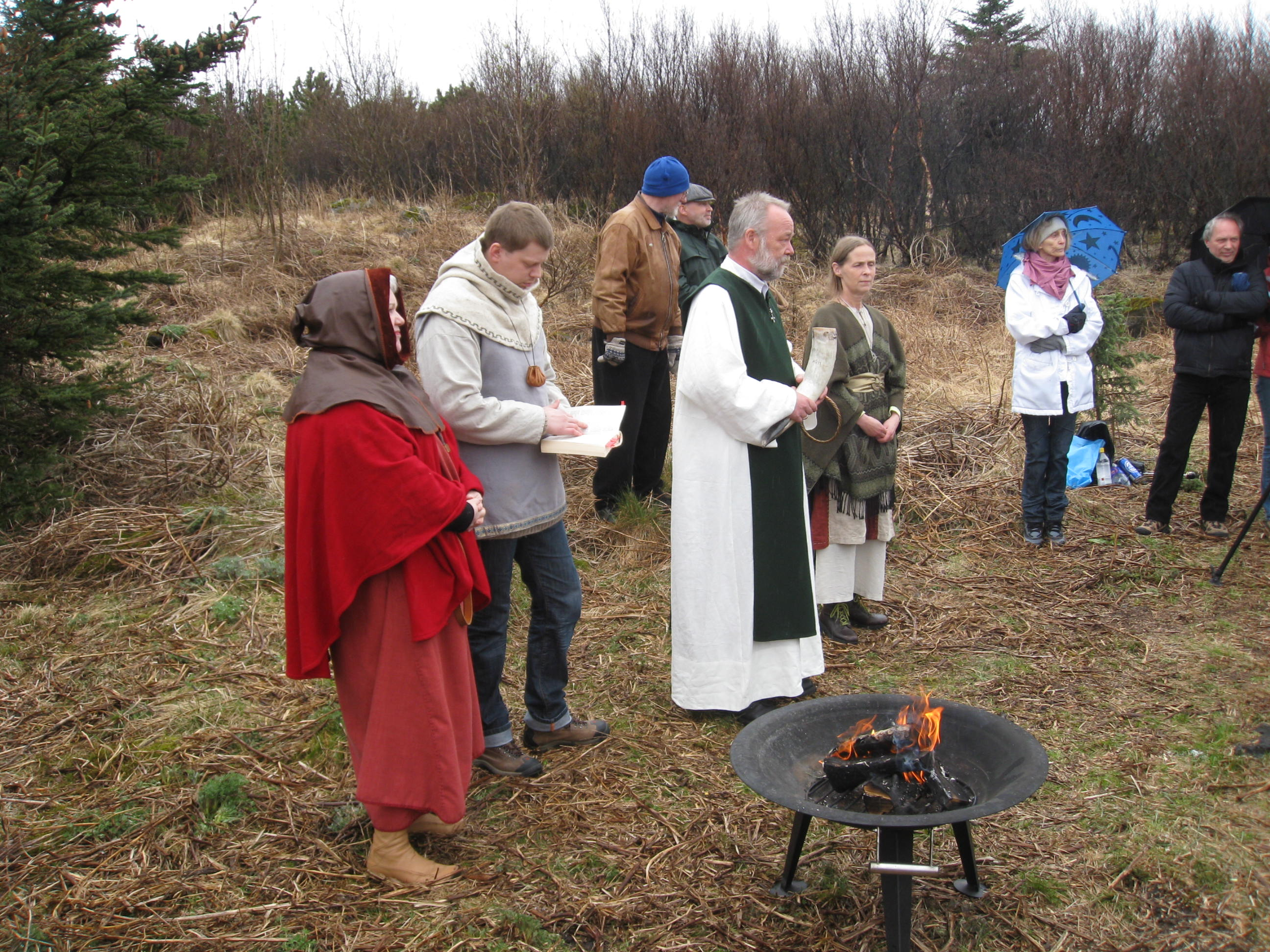
Die in Island staatlich anerkannte neuheidnische Vereinigung Ásatrúarfélagið bei einem Ritual 2009.

Die Begriffe „neopagan“ und „Neuheide“ werden heute teils als Selbstbezeichnungen verwendet, teils aber auch als abwertende Fremdbezeichnungen angesehen und abgelehnt. Obwohl die esoterisch-neureligiöse Bewegung eine Vielzahl unterschiedlicher und eigenständiger – oft polytheistischer – Richtungen aufweist, bezeichnen sich deren Anhänger häufig bewusst als Heiden, um damit ihre gemeinsame (religiöse) Gruppen-Identität als Gegenpol zur christlich-jüdischen Tradition bzw. auch zu allen Weltreligionen und dem „überzeugten Unglauben“ hervorzuheben. Nach Otto Bischofsberger habe das Christentum „über Jahrhunderte das Heidentum ausgegrenzt und dämonisiert“. Abgelehnt werden vor allem der Dogmatismus und die (angebliche) Lebensfeindlichkeit der jüdisch-christlichen Tradition.
Neuheiden leben zumeist in den westlichen Industriestaaten. Über den Bezug zum „Heidentum“ grenzen sie sich von Revitalisierungsbewegungen indigener Religionen anderer Länder ab. Frühe Vertreter waren Intellektuelle, Literaten und Künstler. Dem Neopaganismus werden mittelbar Einflüsse auf die westliche (Populär-)Kultur Ende des 19. wie im 20. Jahrhundert zugeschrieben. Er wurde und wird auch von einzelnen rechts- und linksgerichteten politischen Strömungen rezipiert.
Der Neopaganismus wird von seinen Anhängern als Wiederbelebung (Revitalisierung) ethnisch-vorchristlicher Religionen gesehen, die aufgrund der christlichen Missionierungen, der Christianisierung und Zwangstaufen – teils verfolgt und gewalttätig – untergingen. Die neuheidnischen Lehren und Praktiken werden von ihren Anhängern sowohl als „Urreligion“ der Menschheit als auch als Religion für die Zukunft betrachtet. Da es nahezu keine historischen Aufzeichnungen aus der Zeit des vorchristlichen Europas gibt, werden unter anderem nordische und keltische Mythen, Märchen und Sagen als Quellen herangezogen sowie auf Traditionen und exotische Rituale der „Naturreligionen“. Besonders asiatische, indianische und keltische Elemente werden aufgegriffen und – häufig ohne Rücksicht auf den historischen oder geographischen Kontext – den eigenen Vorstellungen angepasst. Demnach ist eine authentische Rekonstruktion untergegangener Religionen nicht möglich, sondern im besten Fall nur eine Quellen interpretierende „spirituelle Rückbindung“.
Die Flut an Veröffentlichungen und Kursen ermöglicht es den dafür aufgeschlossenen Menschen, eine Vielzahl von neuheidnischen Ideen zu konsumieren, ganz individuell zusammenzustellen und zu verändern. In der Szene finden sich auch etliche Vertreter indigener Gruppen, die ihr „archaisches Wissen“ gewinnbringend an neue Heiden verkaufen. Viele dieser Neoschamanen werden in ihrer Heimat nicht als religiöse Autoritäten anerkannt und beispielsweise in Nordamerika abwertend als Plastikschamanen betitelt. Darüber hinaus sind auch ihre Kenntnisse der eigenen Überlieferungen im Zuge der häufig zwangsweisen christlichen Missionierung unvollständig, so dass sie vielfach auf jüngere Entwicklungen (siehe beispielsweise Native American Church) aufbauen, die jedoch ihrerseits schon synkretistische Mischreligionen aus verschiedenen ethnischen und christlichen Elementen sind.

## Aussagen und Ziele
Zentral für den Neopaganismus sind folgende Selbstaussagen und Ziele, die von vielen – aber in ihrer Gesamtheit nicht notwendigerweise von allen – Gruppen geteilt werden:
- Erleben der Kräfte der Natur, die sich in Gestalt der Göttinnen und Götter anrufen lassen und auch dem einzelnen Gläubigen erkennbar sind[19]
- Besondere Bedeutung des weiblichen Prinzips, zum Beispiel weit verbreitete Verehrung weiblicher Gottheiten[19]
- Abwendungen von einer Priesterreligion, Betonung des direkten Glaubenserlebnisses und dezentrale Organisationsform[19]
- Kein dogmatisches Glaubensbekenntnis, stattdessen individualisiertes Erleben von Gläubigkeit und Vielfalt gleichberechtigter Kulte[19]
- Möglichst naturnahe Lebensweise in einer hoch technisierten Zivilisation[19]
- Schutz von Umwelt und Mitlebewesen[19]
- Bezug auf germanisches, keltisches, wendisches Neuheidentum. Darüber hinaus fühlen sich Neuheiden besonders den noch praktizierten „Stammesreligionen“ anderer Kontinente, aber auch animistischen Strömungen im Hinduismus, dem Shintoismus in Japan und anderen verbunden
- Betonung der Freiheit des Einzelnen
- Wertschätzung von Kunst und Kreativität, so Aufnahme alter Kulturtechniken, Handwerkstätigkeiten etc. im Rahmen des Reenactment, zum Beispiel bei Wikinger- und Mittelaltermärkten; intensives Musikbewusstsein (Musikhören, Musikmachen, Musikerleben)[19]
- Kritik an monotheistischen, hierarchischen und dogmatischen Religionen wie dem Christentum[20]

Das Spektrum der Mitglieder von neuheidnischen Gruppierungen ist heterogen. Es gibt bislang nur wenige einheitliche, umfassende Organisationen oder Institutionen, in der sich die verschiedenen Religionen vereinigen. Einige sind zum Beispiel die Kulturgeister e. V., der Rabenclan oder die Pagan Federation International.

## Gottheiten im Neopaganismus
Innerhalb des Neopaganismus existieren viele unterschiedliche Konzepte des Göttlichen. Häufig wird vor allem dem Pantheismus (Welt = Gott) ein großer Einfluss auf den Neopaganismus zugesprochen oder generell dem Pantheismus eine neopagane Tendenz bescheinigt. Strömungen, welche die Götter lediglich als Allegorien, Bilder, Prinzipien, Verkörperungen von Naturkräften oder Sinnbilder auffassen, können als prinzipiell atheistisch angesehen werden, andererseits lassen sich neopagane Strömungen, in denen die reale Existenz der Gottheiten weder bejaht noch verneint wird, als agnostisch bezeichnen. Während in der Göttinnenspiritualität oder Wicca der Kosmos bzw. die Erde mehr oder weniger mit dem Göttlichen identifiziert wird, sind andere Richtungen wie Ásatrú prinzipiell kosmotheistisch und die Götter sind nicht allmächtig, sondern prinzipiell wie der Mensch den Gesetzen des Universums unterworfen.
Einige Beispiele:
- Hexentum und Wicca: Der Wicca-Glaube wird manchmal, aufgrund seiner Ausrichtung auf die Verehrung von Gott und Göttin, als „Duotheismus“ oder „Bitheismus“[24] bezeichnet, in der Praxis kann sich dieser jedoch unterschiedlich auswirken, von pantheistischen[25] oder monistischen Konzepten bis hin zu Polytheismus und Henotheismus[26] und, wo die Götter primär als Prinzipien aufgefasst werden, sogar als Form von Atheismus.[24]
- Göttinnenspiritualität: Innerhalb der Gaia-Religion oder Pandea existieren sowohl monotheistische als auch polytheistische Sichtweisen.[27] Teilweise wird die Göttin auch mit dem weiblichen Selbst identifiziert.
- Keltische Religion: Der keltische Rekonstruktionismus betrachtet sich selbst als polytheistische und animistische Religion,[28][29] das Druidentum hingegen hat seine Wurzeln in universalistischen und pantheistischen Glaubensvorstellungen[30], ist heute jedoch auch polytheistischen, duotheistischen oder monistischen[31] Vorstellungen gegenüber aufgeschlossen.[32] Der OBOD nimmt sogar explizit Christen und Buddhisten in seine Reihen auf.
- Germanische Religion: Asatru und der Theodismus verstehen sich vor allem als polytheistische Religionen,[33][34] wobei im Ásatrú mit dem Konzept des „Fulltrui“ auch henotheistische Tendenzen bestehen.[35] Die Ariosophie hingegen ist monotheistisch ausgerichtet[36] oder im Spezialfall sogar agnostisch, wenn ein besonderer Gottesbezug gar keine Rolle mehr spielt.[37]
- Thelema: Da in Thelema das Göttliche zumeist mit dem Ich identifiziert wird, betrachtet sich Thelema oft als atheistische Lehre, den Göttern kommen hierbei lediglich Rollen als Prinzipien zu.[38]
- Diskordianismus: Der Diskordianismus hat seine Wurzeln im Atheismus, wobei mittlerweile jedoch einige Anhänger begonnen haben, Diskordia als reale Göttin zu begreifen.[39]

Einen großen Einfluss auf den Neopaganismus hatten auch die Theorien des Psychologen Carl Gustav Jung, welcher die verschiedenen Gottheiten als Archetypen der Seele aller Menschen interpretierte. C. G. Jung wird in vielen Strömungen, wie zum Beispiel Wicca, rezipiert: So wird sein Mutterarchetyp mit der Göttin und der Vaterarchetyp mit dem Gott identifiziert und sogar Jungs Theorie selbst ein inhärenter Paganismus attestiert. Andererseits gibt es jedoch auch scharfe Ablehnungen einer reinen Betrachtungsweise der Götter als Teilen der menschlichen Seele.
Viele Neuheiden lehnen allerdings diese theologischen Spekulationen rundweg ab. Wie in den antiken Religionen haben für sie ein bestimmtes Bekenntnis und ein Set von Dogmen keine besondere Relevanz in der Praxis. Viel wichtiger ist ihnen richtiges Handeln, also dass Kulthandlungen sorgfältig und ehrfürchtig durchgeführt werden.

## Geschichte

### Renaissance und Humanismus
Die Wurzeln des Neopaganismus reichen zurück bis in die Renaissance, als antike Mythologie und Philosophie wiederentdeckt wurden. Dezidiert antichristliche Positionen vertrat der byzantinische Philosoph Georgios Gemistos Plethon, der eine zweite platonische Akademie gründete und auf neuplatonischer Basis die alte griechische Religion wiederbeleben wollte. Mit dem Fall Konstantinopels im Jahr 1453 wurden viele antike Texte erstmals im Westen Europas bekannt, so erfuhr durch die Rettung des Corpus Hermeticum die Hermetik eine Wiederbelebung ebenso wie die Astrologie, und das Tarot-Spiel kam erstmals auf, das heute noch in Okkultismus und Teilen des modernen Hexentums eine große Rolle spielt. Wegen ihrer Beschäftigung mit den antiken heidnischen Philosophen wurde vielen Humanisten vorgeworfen, „Heiden“, insbesondere Epikureer, zu sein. Tatsächlich lässt sich dieser Vorwurf zumeist nicht erhärten, obgleich viele Humanisten der Kirche kritisch gegenüberstanden und insbesondere die klassischen Gottheiten häufig in allegorischer Form Erwähnung fanden. Bei einigen Humanisten wie dem stark von Neuplatonismus geprägten Michael Marullus oder Giovanni Pico della Mirandola kann man Formen von Naturverehrung und Pantheismus finden.

### 18. und 19. Jahrhundert
Während der französischen Revolution wurde der Versuch unternommen, vom Christentum losgelöste künstliche Revolutionskulte zu schaffen, die teilweise von antikem Gedankengut beeinflusst waren, so unter anderem den Kult der Vernunft, in dem eine allegorische Göttin Vernunft angebetet wurde (die u. a. Maximilien de Robespierre mit der Göttin Isis identifizierte), und den deistischen Kult des höchsten Wesens.
Vor allem im Zeitalter der Klassik und Romantik griffen Dichter und Philosophen die griechisch-römischen Mythologien wieder auf. Der britische Neuplatoniker Thomas Taylor, der das Christentum offen ablehnte, forderte eine Wiederbelebung heidnischer Spiritualität und platonischer Theurgie und löste die neuheidnische Bewegung des 19. Jahrhunderts aus. Auf der Suche nach frühen Wurzeln der eigenen Nationaldichtung begannen sich zunächst in Großbritannien Dichter und Künstler den Druidenorden anzuschließen, deren anfänglich pantheistische, universalistische Ideen mehr und mehr von keltischer Mythologie beeinflusst wurden. Die „Gesänge des Ossian“, ein Werk des Schotten James Macpherson (1736–1796), lösten eine ganze Reihe von Nachdichtungen angeblich uralter Nationalepen aus. Von der heidnischen Dichtung bewegten sich in England einige Vertreter der Neo-Pagans zur heidnischen Spiritualität weiter. So war der englische Dichter Thomas Jefferson Hogg dafür bekannt, bei sich zuhause Zeremonien zu Ehren der griechischen Götter abzuhalten; der Historienmaler Edward Calvert opferte dem Gott Pan und errichtete ihm einen Altar.
Zu weiteren bekannten Persönlichkeiten, die sich in jener Zeit einem Gemisch aus Romantik, Mythologie und Okkultismus widmeten, gehörten unter anderem William Butler Yeats, Maud Gonne und Arthur Edward Waite. Eine große Rolle spielten im Heidentum, vor allem die hellenistische Religion, und pantheistische Ideen im Werk Johann Wolfgang von Goethes, zeitweise auch in dem Heinrich Heines. Auch im Werk Friedrich Nietzsches wird mitunter eine pagane Tendenz gesehen, vor allem in seinem Werk Die Geburt der Tragödie aus dem Geiste der Musik, in welchem er die Rückkehr der Götter Apollon und Dionysos verheißt.

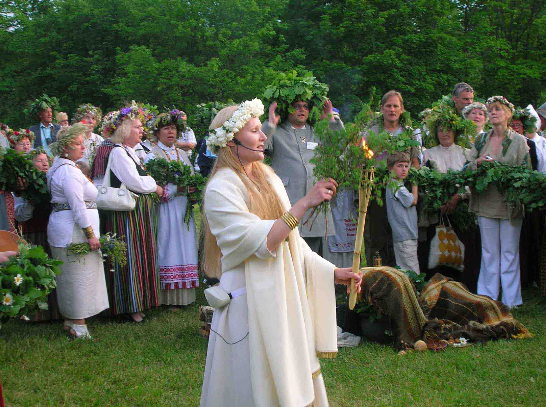
Rodnoverische-Zeremonie in Polen

Während britische Romantiker sich so neben antiker Religion und Philosophie auch dem keltischen oder fälschlich als keltisch missverstandenen Erbe wie Stonehenge widmeten, begann die deutsche Spätromantik, Jacob Grimms „Deutsche Mythologie“ und Johann Gottfried Herders Idee von einem Volksgeist missverstehend, ein „teutonisches Heidentum“ zu rekonstruieren. Parallel dazu entwickelte sich im slawischen Bereich die „Rodnoverei“-Bewegung, ein national-romantisches, teilweise panslawisches Neuheidentum, sowie im baltischen Raum die romantisch-neuheidnische Romuva-Kirche. Auch die in Skandinavien vorherrschende Strömung der Nationalromantik wies durch Konzentration auf vorchristliche Überlieferungen wie die finnische Kalevala neopaganistische Züge auf.
Die Wiederentdeckung vermeintlicher vorchristlicher Traditionen wurde durch staatliches Propagieren einer neuromantischen Heimatkultur unter anderem in der Populär- und Volkskultur im Wiedererstarken von Faschings- und Fasnetsbräuchen rezipiert, die im Wesentlichen ein Produkt des späten 19. und 20. Jahrhundert sind. Jugendstil wie Lebensreformbewegung bezogen sich teilweise auf vorgeblich vorchristliche Überlieferungen, so bei Ludwig Fahrenkrog.

### 20. Jahrhundert

#### Schlüsselveröffentlichungen im angelsächsischen Raum
Einflussreiche Veröffentlichungen jener Zeit waren unter anderem „Der goldene Zweig“ von James George Frazer, „Die weiße Göttin“ von Robert Graves und „Der Hexen-Kult in Westeuropa“ und „God of the Witches“ von Margaret Alice Murray sowie „Aradia, or the Gospel of the Witches“ von Charles Godfrey Leland. Diese Bücher erwiesen sich vor allem für die Göttinnenspiritualität und das moderne Hexentum, Wicca und Stregheria, aber teilweise auch für das moderne Druidentum als außerordentlich wichtig, da viele Elemente, die später unter anderem bei Gerald Brosseau Gardner auftreten, hier zum ersten Mal vorweggenommen wurden.
Gerald Gardner begründete in den 1920er Jahren die Wicca-Religion, die von Vivianne Crowley und Doreen Valiente weiterentwickelt wurde. Viele der unterschiedlichen Wicca-Richtungen entwickelten sich im Gegensatz zu den meisten neuheidnischen Bewegungen synkretistisch.

#### Völkische Bewegung

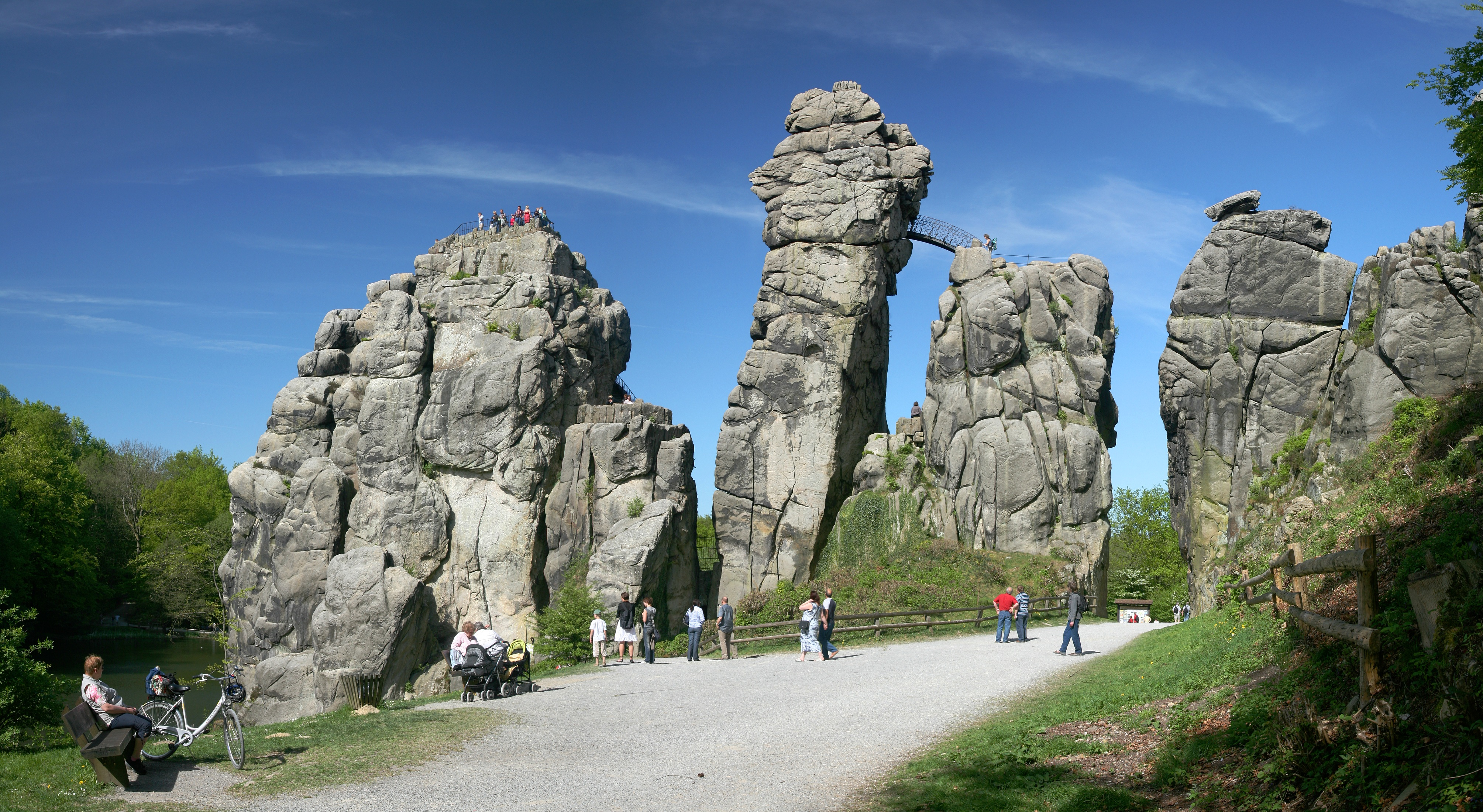
Die Externsteine im Teutoburger Wald, unter anderem für völkische Gruppen eine germanische Kultstätte

Deutsch- und germanischgläubige Gemeinschaften, die der völkischen Bewegung zu Beginn des 20. Jahrhunderts zugerechnet werden, wandten sich vom Christentum ab und waren auf der Suche nach einer arteigenen Religion. Das führte zu sehr unterschiedlichen religiösen Entwürfen, die an germanische und deutsche Traditionen anknüpfen wollten.
Von Guido von List und Jörg Lanz von Liebenfels wurde in Deutschland und Österreich die Ariosophie entwickelt, die Rassismus und Antisemitismus mit germanischer Mythologie verband und auch auf Elemente der modernen Theosophie zurückgriff. List versuchte durch seine Schriften und den „Hohen-Armanen-Orden“ (HAO), eine Wotansreligion wiederzubeleben. Wichtig waren dabei Runeninschriften und auf germanischer Mythologie basierende Riten; diese wurden auch vom Germanenorden weitergeführt. Die Deutschgläubige Gemeinschaft und die später in der Deutschen Glaubensbewegung zusammengeschlossenen Gruppen wollten dagegen im Allgemeinen keine naive Wiederaufnahme des alten Wotankults, sondern versuchten eine „Synthese germanischer Spiritualität aus den skandinavischen Sagas und der isländischen Edda mit der deutschen mystischen Tradition und der idealistischen Philosophie“.
Einzelne Nationalsozialisten wie Heinrich Himmler waren von ariosophischen und neopaganen Vorstellungen beeinflusst. Insgesamt spielten religiös-völkische Organisationen wie die Artamanen innerhalb des Nationalsozialismus ein Dasein als sektiererische Splittergruppe. Neuheidnische Standpunkte hatten unter Himmlers Protektion einen intensiven Einfluss auf einzelne Forschungsprojekte, zum Beispiel in der Forschungsgemeinschaft Deutsches Ahnenerbe oder im Fach Rechtsgeschichte.
Die Wirkungsgeschichte von Ariosophie und völkischem Neuheidentum setzte sich in einzelnen heutigen Gruppen fort, etwa in der Artgemeinschaft – Germanische Glaubens-Gemeinschaft wesensgemäßer Lebensgestaltung. Auf die Ariosophie gehen einige odinistische Kulte insbesondere in den USA zurück, außerdem der Armanen- und Goden-Orden. Als Vertreter der Neuen Rechten mit neuheidnischen Aspekten gelten unter anderem der französische Publizist Alain de Benoist sowie Roberto Fiore (Europäische Nationale Front), der sich auf Corneliu Zelea Codreanu bezieht.
Vertreterin eines unitarischen Neopaganismus war Sigrid Hunke, die Mitglied der Deutschen Unitarier Religionsgemeinschaft und später des Bundes Deutscher Unitarier war.

#### Münchner Kosmiker

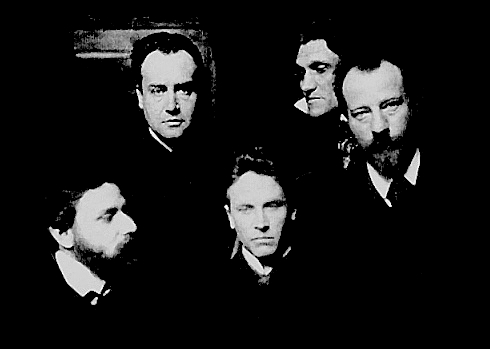
Karl Wolfskehl, Alfred Schuler, Ludwig Klages, Stefan George, Albert Verwey

Der neopagan inspirierte Kreis der Kosmiker um Ludwig Klages, Stefan George (zeitweise), Karl Wolfskehl und den Mystagogen Alfred Schuler hatte Einfluss auf verschiedene heutige Akteure in der esoterischen Szene wie weit darüber hinaus. Es wurde auch versucht, paganistische Kulte wiederzubeleben oder zu konstruieren.
Ludwig Klages wurde im 20. Jahrhundert in Teilen der Natur- und Heimatbewegung rezipiert. Entsprechende Autoren betonten einen Naturschutzgedanken auf Basis der angenommenen Urtümlichkeit, insbesondere der deutschen Natur in der Tradition des völkischen Heimat- und Landschaftsschutzes und einer antik begründeten neuheidnischen „Naturphilosophie“.

#### Internationale Renaissance ab den 1960er Jahren
Nach dem Zweiten Weltkrieg lebten zunächst vor allem die heidnisch-okkulten Ordensgemeinschaften und das moderne Druidentum, wie die verschiedenen Ausläufer der völkischen Esoterik, weiter. Erst in den 1960er und 1970er Jahren setzte infolge der New-Age-Bewegung eine Wiederbelebung des Neopaganismus ein, die seit den 1980er Jahren in der internationalen Popkultur Spuren hinterließ.
Aus den frühen mesopaganen Druidenorden entstanden explizit neopagane Gruppen wie der Orden der Barden, Ovaten und Druiden (OBOD). Die Wicca-Bewegung breitete sich über Großbritannien, Europa und die USA aus. In ihrem Gefolge wurden weitere Formen und Ausprägungen des modernen Hexentums wie Stregheria oder Dianic popularisiert und vermischten sich mit Feminismus und Ideen der politischen Linken. Seit den 1970er Jahren gewannen auch verschiedene neue Ausprägungen des germanischen Neuheidentums weiter an Verbreitung, vor allem die Asatru-Bewegung, die aus der Rekonstruktion skandinavischen Brauchtums entstand. Sie bemüht sich in Deutschland darum, sich von „NS-Esoterik“ abzusetzen. Es gibt neuheidnische Gruppierungen, die sich ausdrücklich von rechtsextremen Tendenzen und antisemitisch-rassistischer Ideologie distanzieren. Beispiele für solche Gruppen sind der Steinkreis oder der Rabenclan. Reclaiming ist eine neuheidnische Organisation, für die politisches Engagement für Umweltbewusstsein im Sinne der Tiefenökologie, Feminismus und Völkerverständigung Teil ihres Selbstverständnisses ist. Die neuheidnische Bewegung hat seit der umweltpolitischen Gesellschaftskritik in den 1970er Jahren erheblichen Zulauf. Überall spielen Ökologie, Ganzheitlichkeit und Spiritualität eine zentrale Rolle. Zumeist im Wege individueller „Bewusstseinserweiterungen“ möchte man zu einer Lebensweise- oder zumindest einer Weltanschauung „im Einklang mit der Natur“ gelangen.
Seit den 1980er Jahren gibt es einen Trend zu rekonstruierenden Religionen, die versuchen, die alten Religionen anhand von Quellen wiederzubeleben, so unter anderem der keltische Rekonstruktionismus und der Hellenismos. Im heutigen Heidentum findet ein Prozess fortwährender Ausdifferenzierung zwischen „Traditionalisten“ und „Modernisten“ statt. Die „Traditionalisten“ versuchen, mit Hilfe der historischen Wissenschaften und den alten lückenhaften Überlieferungen möglichst originalgetreu die vorchristlichen Religionen zu rekonstruieren und zu beleben. Die „Modernisten“ versuchen, vom Stand der heutigen wissenschaftlichen Erkenntnisse ausgehend, eine Religion des Einklangs der beseelten Natur mit dem Menschen – wie in animistischen Religionen – zu leben. Sie bekennen sich dazu, neue religiöse Formen zu erschaffen. Seit den 1990er Jahren hat ein Prozess der Institutionalisierung eingesetzt, welcher dazu führt, Dachverbände zu bilden (zum Beispiel „Pagan Federation“). Viele Neuheiden aber lehnen jede Verbandsform als „nichtheidnisch“ ab.

#### Rezeption der Hexenverfolgung
In der völkischen Bewegung wurden rationalistische und romantische Hexenbilder des 19. Jahrhunderts aufgegriffen. Für das neuheidnische Hexenbild ist die Interpretation von Jacob Grimm am wichtigsten, der in seiner Deutschen Mythologie den Hexenglauben als Ausdruck des naturcultus unserer vorfahren interpretiert und die Hexen auf weise Frauen zurückführte, die in der heidnischen Gesellschaft als Heilkundige, Seherinnen und Priesterinnen eine zentrale Funktion erfüllt hätten. Diese Sichtweise hat in die des Neopaganismus und in die feministische Esoterik sowie die feministische Theologie Eingang gefunden.

## Konflikte mit der Denkmalpflege
Bisweilen kommt es zu Konflikten zwischen Neuheidentum, der Archäologie der Ur- und Frühgeschichte sowie der Denkmalpflege. Zum einen spielen „Kraftorte“ in verschiedenen neopaganen Strömungen eine wichtige Rolle. Von diesen Plätzen gehen nach neopaganem Verständnis besondere Kräfte aus, die sie für die Durchführung von neuheidnischen Ritualen besonders attraktiv machen. Dazu zählen unter anderem geschützte Boden- und Naturdenkmale, so tatsächliche oder vermeintliche Kultplätze und prähistorische Siedlungs- und Bestattungsplätze wie Megalithen, Hügelgräber, eisenzeitliche Viereckschanzen und exponierte Einzelbäume.
Manche Formen der kultischen Nutzung, so die Errichtung von Steinkreisen, Gräben oder ähnlichen Gebilden, führen zu Schäden, die sich im zeitlichen Umfeld von besonderen Tagen wie Winter- oder Sommersonnenwende häufen. Insbesondere stark frequentierte „Kraftorte“ wie etwa Stonehenge oder die Externsteine erleiden Eingriffe und Zerstörungen. Im 19. Jahrhundert wurde mitunter eine direkte Kontinuität keltischer Elemente bis in die Bevölkerungsstruktur angenommen, was sich bei näherer Betrachtung zumeist nicht bewahrheitet.
Eine Ausübung der neoheidnischen Religionen soll und kann durch die staatliche Denkmalpflege und archäologische Forschungseinrichtungen nicht verhindert werden, zumindest solange sie zerstörungsfrei erfolgt. Kritisch betrachtet werden die konkrete Verwendung wie auch der unterstellte Missbrauch von archäologischen und schriftlichen Quellen zur Rekonstruktion von angeblich uralten Religionen.
Indes ist eine besondere Ausstrahlung, der Zauber eines Ortes, Objekts oder Bauwerks auch nach den Regeln und Vorgaben der Denkmalpflege eine wesentliche Voraussetzung der Unterschutzstellung, ob nach dem Alterswert Alois Riegls oder dem modernen bzw. postmodernen Denkmalkultus nach Michael Petzet. Petzet sieht Verehrung und Respekt gegenüber Denkmälern als essentielle Voraussetzung, um diese auch für künftige Generationen verfügbar zu halten.

## Neopagane Hochfeste
| Termin                  | germanisch          | baltisch                  | irisch-keltisch      | Alternativname       | christlich                            |
| ----------------------- | ------------------- | ------------------------- | -------------------- | -------------------- | ------------------------------------- |
| 1.–2. Februar           | Disting (Lichtfest) | Perkūno diena             | Imbolg               |                      | Lichtmess                             |
| 21.–23. März            | Ostara              | Pavasario saulėgrįža      | Latha na Cailliche   | Frühjahrsäquinoktium | Ostern                                |
| 30. April–1. Mai        | Walpurgisnacht      |                           | Beltane              | Nacht auf den 1. Mai | n/a                                   |
| 21.–22. Juni            | Mittsommer, Litha   | Rasa (Joninės, Lyguo)     | Oiche Fheile Eoghain | Sommersonnenwende    | Johannistag                           |
| 31. Juli–1. August      | Schnitterfest       | Lammas                    | Lughnasadh           |                      | St. Peter ad Vincula                  |
| 21.–22. September       | Herbstfest          | Rudens saulėgrįža         | Blas an Fhomair      | Herbstäquinoktium    | Erntedankfest                         |
| 31. Oktober–1. November | Winternacht         | Vėlinės                   | Samhain              |                      | Allerheiligen, Allerseelen, Halloween |
| 21.–22. Dezember        | Jul, Mittwinter     | Žiemos saulėgrįža, Kūčios | Dubluachair          | Wintersonnenwende    | Heiliger Abend                        |

Die angegebenen Termine sind Richtwerte und aufgrund der Sonnen- und Mondstände veränderlich. Zur Ausgestaltung siehe Keltischer Jahreskreis und Wicca-Jahreskreis sowie Liste der Germanisch-Neuheidnischen Feiertage.

## Kulturelle Rezeption

### Populärkultur
Von einigen Soziologen wird modernes Neuheidentum samt seiner Verwendung in der Populärkultur als postmodernes Phänomen wahrgenommen. Im Gegensatz zu historischen Heiden nutzen neopagane Gruppen zwar vermeintliche oder hergebrachte Versatzstücke historischer heidnischer Kulturen, sie bleiben aber Bestandteil der modernen Industriekultur, von der sie sich zugleich absetzen. Konstatiert wird etwa bei modernen Hexen eine Sehnsucht nach Spiritualität, das Bedürfnis, eigene Macht und Stärke wiederzuentdecken, sowie eine zuweilen eskapistische Selbstinszenierung. Dazu kommt die kommerzielle Nutzung beim Vertrieb von Dienstleistungen von Kräuterkursen bis zum Kartenlegen sowie Publikationen von Romanen bis hin zu Beratungs- und Anleitungsbüchern – wie zum Beispiel im Christentum auch.
Im Rahmen der Gaia-Hypothese wie der Tiefenökologie erlebten neuheidnische, animistische Glaubensvorstellungen von einer durchgehend belebten beziehungsweise beseelten Natur eine Wiederaufnahme. Darüber hinaus wurden neuheidnische Glaubensvorstellungen in den 1960er Jahren im Rahmen der Hippie-Bewegung breiter wiederaufgenommen. Die dabei von verschiedenster Seite angenommene enge und umweltschonende Beziehung nichtchristlicher, insbesondere indianischer Kulturen zur Natur hält einer näheren Überprüfung jedoch nicht stand. Einzelne neoheidnische Symbole und antichristliche Affekte finden sich in gegenkulturellen Erscheinungen wie der Hippiebewegung genauso wie in Massenveranstaltungen totalitärer Regimes wie auch unter den Bedingungen demokratischer Gesellschaften.
Für manche nationalistische europäische Gruppen haben germanische Mythen, Orte wie die Externsteine oder die Wewelsburg, Runen und Symbole wie die Schwarze Sonne Bedeutung. Mitte der 1990er Jahre verbreiteten sich ursprünglich neuheidnisch-rechte Symbole, Ausdrucksformen und die entsprechende Kulturindustrie in die allgemeine Jugendkultur, etwa durch die Modemarke Thor Steinar.
Für Camille Paglia ist Neopaganismus keine Außenseiterkultur, sondern drückt sich intensivst in der Populär- und Popkultur aus. Paglia bestreitet eine gesellschaftliche Säkularisierung der Moderne. Die jüdisch-christliche Kultur habe das Heidentum niemals besiegt, sondern höchstens in den Untergrund gedrängt oder modernistisch verkappt.

### Literatur und Theater

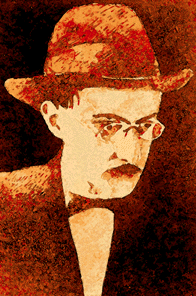
Fernando Pessoa (Zeichnung von João L. Roth)

### Musik

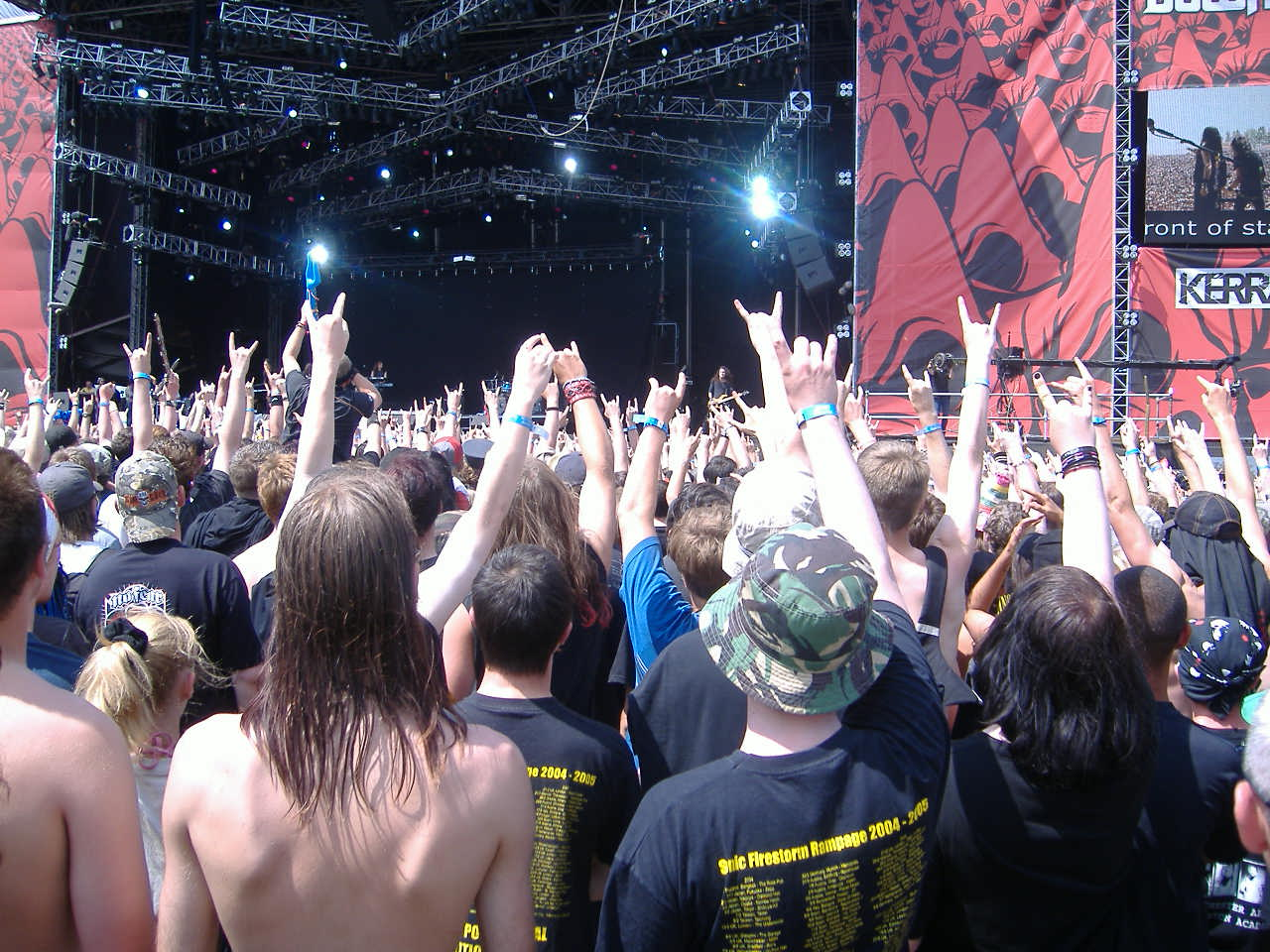
Zeigen der mano cornuta auf einem Metal-Festival